# 暮光之城：蝕 (電影)
《吸血新世紀3：月蝕傳奇》（英語：The Twilight Saga: Eclipse）是2010年美國浪漫奇幻片，根據史蒂芬妮·梅爾的2007年小說《暮光之城：月食》而改編。它是繼《吸血新世紀》（2008年）及《吸血新世紀2：新月傳奇》（2009年）後，暮光之城系列的第三部作品。頂峰娛樂於2009年2月對這部電影進行了綠屏化製作。電影由大衛·史雷德執導，姬絲汀·史超域、羅拔·柏迪臣及泰勒·洛納主演及分別延續他們的角色。曾為《暮光之城》及《新月》撰寫劇本的梅麗莎·羅森堡重返崗位擔任編劇。電影於2009年8月17日在溫哥華電影工作室（Vancouver Film Studios）開始，並於10月下旬完成，後期製作於隨後一個月開始。拜絲·黛麗·侯活取代了從前飾演維多利亞的雷切爾·勒菲弗以飾演該角色。
電影於2010年6月30日於全球多個地區同步上映，並成為首個以IMAX版本發行的暮光之城系列電影。電影創造了票房歷史上美國和加拿大最大的午夜票房紀錄，總票房估計為$3,000萬美元，直至於2011年被《哈利波特：死神的聖物Ⅱ》超越。電影隨後以$68,533,840美元的高價擊敗了《變形金剛：狂派再起》的$6,200萬美元，成為美國和加拿大歷史上規模最大的周三開畫電影，然而電影受到評論家褒貶不一的評論。《蝕》也成為獨立發行量最大的電影，在超過4,416家影院上映，超過了其前作《新月》（自2009年11月以來一直保持該紀錄）。

## 劇情
在距離福克斯不遠的西雅圖，維多利亞正為詹姆斯的死找機會向貝拉復仇。在得知羅倫被狼族殺掉後，她為了取代他及詹姆斯的位置，她攻擊人類使他製造新生吸血鬼的軍團，新生吸血鬼於最初轉變的幾個月會比年長吸血鬼更強......
回到福克斯，愛德華跟貝拉在花田裡重新開始，並討論著成為吸血鬼的副作用。愛德華親吻貝拉並向她求婚，然而她卻要求愛德華把她變成吸血鬼，愛德華說若貝拉嫁給他的話，那是個折衷的辦法，不過貝拉更認為這是合作，不公平。貝拉認為婚姻只是一紙婚書的關係，而愛德華卻表示在他那個年代（1918年）婚姻代表著「我愛你」的表現。
回到學校，同學們正準備畢業禮的演講辭，貝拉提出一點意見，她認為演講代表史詩，同學回應她指是改變生命。愛莉斯表示畢竟就要高中畢業了，不如在她們家辦一個派對，同學們都感到很驚奇，因為沒人到訪過她們家。放學後，愛德華接貝拉到警察局找父親查理吃晚飯，其間愛德華透露西雅圖的謀殺事件，如果情況越來越奇怪的話，人類便會開始追查，而查理正處理的是失蹤人士的調查，愛德華指可能要到西雅圖了解，臨走前，愛德華說家人買了機票到佛羅里達，好讓貝拉在畢業前探望她媽媽。在佛羅里達，貝拉跟她母親Renee盡情享受日光浴，她們談及貝拉跟愛德華的感情。Renee送了一張毯給貝拉，那是由多件衣服製成的，貝拉擁著媽媽顯得難捨難離，因為她自己也不知道何時她們才能再聚。
另一邊廂，愛德華家人在森林中探聽及圍捕維多利亞，但中途一班狼人殺出來，就趁狼人與愛德華家人對峙時，維多利亞成功逃脫回到自己的地盤。事後，愛德華跟貝拉回到學校，見到雅各，雅各警告愛德華不要再越界，但原來貝拉對此事並不知情。愛德華想保護貝拉，不想她牽涉其中，所以愛德華連與家人出門的原因也不告訴她。
18歲生日來到，貝拉比愛德華成為吸血鬼時的年齡大了一歲。貝拉不喜歡這麼年輕就結婚的想法，儘管愛德華拒絕在結婚之前把她變成吸血鬼，他的論點是她應該過正常的人類生活。貝拉的父親查理負責調查賴利·比爾斯的失蹤案時，愛德華懷疑他的失蹤是維多利亞與她的新生吸血鬼軍團造成的，他進一步使他懷疑賴利·比爾斯（Riley Biers）闖入貝拉的房間偷了她的紅色上衣。貝拉堅稱，雅各與其他狼族成員永遠不會傷害她。貝拉想到雅各的家，即使愛德華表示對他的厭惡和擔憂她的安全，但她回來時安然無恙。在她的一次探訪中，雅各承認自己愛上了貝拉，並強吻了她。貝拉憤怒地的拳打他，卻扭傷了手。愛德華後來威脅雅各，並告訴他只能在她要求時才可吻她。貝拉甚至撤銷了雅各和他的狼群在庫倫家舉行畢業派對的邀請，但是雅各為自己的行為向她道歉，他得到原諒並讓他和狼群參加派對。
同一時間，愛莉絲看到了一個預視，她看見由賴利·比爾斯領導的新生吸血鬼軍團於一星期內將襲擊福克斯，貝拉與庫倫家族在餐廳商量作戰準備時，雅各到來，庫倫家族邀請他參與戰鬥，為了貝拉的安全，愛德華也大方邀請雅各與他的同伴參與戰鬥。雅各帶領著狼族成員跟狼族成員結盟起來，並進行了偵聽工作。後來，庫倫一家跟狼族成員同意相約在某個時間和地點討論及訓練對付新生吸血鬼軍團的策略。在訓練期間，賈斯珀向貝拉講述他在內戰期間曾是同盟軍的少校，並由一個名為瑪麗亞（Maria）的吸血鬼所咬，負責控制一支新生軍團。他最終意識到瑪麗亞利用他來實現自己的野心。直至他遇到愛莉絲並加入庫倫家族，他才知道還有其他辦法。貝拉也看到了吸血鬼戀人之間真正結合並開始更好地了解賈斯珀。
有一晚山上有大風雪，使貝拉冷得發抖。雅各到來，見到貝拉這樣而斥責愛德華，並讓貝拉取暖。翌日，雅各無意中聽到愛德華和貝拉之間的對話，知道他們將會結婚，雅各傷心決意赴死，貝拉阻止他並讓雅各親吻自己。
儘管貝拉不想太早就結婚，但她意識到跟愛德華度過永恆對她來說比甚麼都重要，於是她接受愛德華的求婚，及戴上他已故母親的訂婚戒指。愛德華與貝拉在山上紮營，以躲避嗜血的新生吸血鬼。晚上，貝拉偷聽了愛德華與雅各之間的對話，在對話中他們暫時將彼此的仇恨拋在一邊。翌日早上，雅各偷聽到愛德華跟貝拉討論訂婚的事宜而感到非常憤怒。由於貝拉意識到自己也愛他，於是要求雅各親吻她。愛德華也知道那個親吻，但他沒有感到難過，因為貝拉說自己愛他更勝雅各。
維多利亞終來到愛德華與貝拉在森林的藏身之地，愛德華挺身而出跟維多利亞戰鬥，貝拉想到了第三個妻子的故事，於是以自己的鮮血吸引維多利亞的注意，最後愛德華扭斷維多利亞的首級並摧毀了她。庫倫家族最後終於成功摧毀她的吸血鬼軍隊，但卻吸引了伏圖里的注意。
戰鬥後，貝拉向受重傷的雅各解釋，雖然她愛他，但她對愛德華的愛比他更多更多。
最後，愛德華跟貝拉甜蜜地籌備婚禮當中。另一方面，貝拉為了扭轉與愛德華的命運，她下定決心並準備好要成為吸血鬼......

## 演員
主角
| 演員                          | 角色                      | 備註 |
| 姬絲汀·史超域 Kristen Stewart | 貝拉·史旺 Bella Swan      | 女主角，她發現自己陷入危險之中，並且被復仇的吸血鬼維多利亞作為攻擊目標。同時她必須在對吸血鬼愛德華·庫倫的愛和與狼人好友雅各·布萊克之間作出選擇。 |
| 羅拔·柏迪臣 Robert Pattinson  | 愛德華·庫倫 Edward Cullen | 男主角，貝拉的吸血鬼男友，懂讀心術，卻不能讀取貝拉思想。愛德華於《新月》時曾經離開貝拉，現在他返回並希望餘生都跟她一起。                         |

其他角色
| 演員                                           | 角色                                | 備註 |
| 泰勒·洛特 Taylor Lautner                       | 雅各·布雷克 Jacob Black             | 貝拉的兒時好友，狼族成員，在愛德華於《新月》未能在貝拉身邊時陪伴著貝拉，現在愛德華已長久地回到貝拉的生活，而雅各正在尋找方法以證明自己是貝拉的更好選擇。                             |
| 彼得·費辛利 Peter Facinelli                    | 卡萊爾·庫倫 Carlisle Cullen         | 愛德華的養父，是福克斯小鎮醫院裡富同情心的醫生，也是庫倫家族父親的角色。除了愛莉絲與賈斯柏外，他製造了整個家族的吸血鬼。                                                             |
| 伊莉莎白.瑞瑟 Elizabeth Reaser                 | 艾思蜜·庫倫 Esme Cullen             | 卡萊爾的妻子，是庫倫家族中一個慈愛的母親。 |
| 艾希莉·葛林 Ashley Greene                      | 愛莉絲·庫倫 Alice Cullen            | 庫倫家族成員，賈斯柏的戀人，也是貝拉的密友。她的異能是可以看到「主觀」未來願景的吸血鬼。                                                                                             |
| 傑克遜·拉斯波恩 Jackson Rathbone               | 賈斯柏·海爾 Jasper Hale             | 愛德華的家人，愛莉絲的戀人。他從前是一名內戰士兵，後來被瑪麗亞變成吸血鬼，並成為庫倫家族最新加入的成員。他是能夠感受並控制情緒，並幫助訓練庫倫家族成員對抗新生吸血鬼軍團。           |
| 妮琪·利德 Nikki Reed                           | 羅絲莉·海爾 Rosalie Hale            | 愛德華的家人，艾密特的戀人。她被未婚夫強姦並棄下任由她死亡，後來她變成吸血鬼，被形容為世界上最美麗的吸血鬼。她認為貝拉選擇放棄她能有的完整的人類生活，來過著吸血鬼的生活是一個錯誤。 |
| 凱蘭·魯茲 Kellan Lutz                          | 艾密特·庫倫 Emmett Cullen           | 羅絲莉的戀人，庫倫家族中最強壯的吸血鬼成員，在他被熊襲擊時被羅絲莉變成吸血鬼，並經常提供輕鬆幽默的調劑。                                                                             |
| 比利·伯克 Billy Burke                          | 查理·史旺 Charlie Swan              | 貝拉的父親，及福克斯小鎮的警長。比利·伯克承認自己沒有讀過這本小說，他說：「我們不能製作這本書，我們是在拍電影」，而他是根據劇本創作。                                                |
| 莎拉·克拉克 Sarah Clarke                       | 芮妮·道爾 Renée Dwyer               | 貝拉的母親，人類，跟現任丈夫費爾住在亞利桑那州。 |
| 拜絲·黛麗·侯活 Bryce Dallas Howard             | 維多利亞·薩瑟蘭 Victoria Sutherland | 一個為死去的伴侶詹姆斯復仇而獵殺貝拉的吸血鬼，擁有逃避危險的天賦。侯活取代了前兩部飾演維多利亞的瑞秋·拉菲佛。                                                                        |
| 吉爾·伯明罕 Gil Birmingham                     | 比利·布雷克 Billy Black             | 雅各的父親，查理的好友。 |
| 查斯克·斯賓沙 Chaske Spencer                   | 山姆·烏利 Sam Uley                  | 狼族首領。 |
| 婷塞爾·柯瑞 Tinsel Korey                       | 艾蜜莉·楊 Emliy Yang                | 山姆的未婚妻，臉上有被山姆抓傷的痕跡。 |
| 奇奧華·戈頓 Kiowa Gordon                       | 恩布里·何利 Embry Call              | 狼族成員。 |
| 茱莉亞·瓊斯 Julia Jones                        | 利雅·克利爾沃特 Leah Clearwater     | 狼族成員，哈利·克利爾沃特的女兒，是山姆的前女友，也是賽斯的姐姐 |
| 布布·史都華 Booboo Stewart                     | 賽斯·克利爾沃特 Seth Clearwater     | 狼族成員，也是利雅的弟弟。 |
| 亞歷克斯·梅拉茲 Alex Meraz                     | 保羅·拉霍特 Paul Lahote             | 狼族成員，個性衝動易怒，常跟雅各起衝突，但最後總是言歸於好。 |
| 布朗森·佩爾提埃 Bronson Pelletier              | 賈德 Jared                          | 狼族成員。 |
| 安娜·姬妲妮 Anna Kendrick                      | 潔西卡·史丹利 Jessica Stanley       | 貝拉的學校同學。 |
| 克莉絲汀·瑟拉圖絲 Christian Serratos           | 安琪拉·韋柏 Angela Weber            | 貝拉的同學。 |
| 邁克·威爾奇 Michael Welch                      | 麥克·紐頓 Mike Newton               | 貝拉的同學。 |
| 賈斯汀·全 Justin Chon                          | 艾瑞克·紐基 Eric Yorkie             | 貝拉的同學。 |
| 米高·辛 Michael Sheen                          | 厄洛 Aro                            | 佛杜里家族三領袖之一，擁有透過接觸皮膚就能讀取至今所有記憶的天賦。 |
| 占美·金寶·鮑華 Jamie Campbell Bower            | 凱薩 Caius                          | 佛杜里家族三領袖之一，渴望爭鬥，個性嗜血而殘暴。 |
| 基斯杜化·海爾達爾 Christopher Heyerdahl        | 馬庫斯 Marcus                       | 佛杜里家族三領袖之一，擁有能看透人與人之間的關係或聯繫。例如，在群體情況下，他能輕鬆地找出領袖，或者感應到伴侶或朋友之间的感情紐帶的強弱程度，他也能看出這些紐帶的弱點所在。         |
| 狄高達·芬寧 Dakota Fanning                     | 珍 Jane                             | 佛杜里家族護衛，擁有能讓人感到痛楚的天賦。 |
| 丹尼爾·寇德摩爾 Daniel Cudmor                  | 菲力克斯 Felix                      | 佛杜里家族護衛，也是最強壯的護衛。 |
| 查理·布雷 Charlie Bewley                       | 狄米崔 Demetri                      | 佛杜里家族護衛，也是最厲害的追蹤手。 |
| 凱特琳娜·桑迪諾·莫雷諾 Catalina Sandino Moreno | 瑪麗亞 Maria                        | 在美國內戰期間將賈斯伯變成吸血鬼的吸血鬼。 |

## 製作

### 發展
2008年11月上旬，頂峰娛樂公布他們已取得史蒂芬妮·梅爾的《吸血新世紀系列》中其餘小說的改編權：包括新月、蝕和破曉。2009年2月，頂峰娛樂確認他們將會開始製作《蝕》。在同一天，公司宣布導演基斯·韋士將要在《新月》的後期製作中，同時開始拍攝《蝕》的工作，因此他不會執導第三輯電影。這部電影將由導演大衛·史雷德執導，梅麗莎·羅森堡回歸擔任編劇。大衛·史雷德參與了該項目，有兩至三次分別探訪演員，以討論角色和劇情。

### 選角
2009年7月下旬，頂峰娛樂透露他們將會以拜絲·黛麗·侯活取代飾演吸血鬼敵人維多利亞的原有演員瑞秋·拉菲佛，他們把易角的決定歸因於計劃有衝突，拉菲佛對此作出回應，稱她對該決定感到「震驚」和「非常難過」。侯活被邀請到《吸血新世紀》參演維多利亞一角時，她原先推辭了，因為「那部分太小了」。
《鬼魅山房》的喬黛爾·弗蘭被選為新生吸血鬼布莉·坦納。其他新的演員包括飾演萊利的澤維爾·塞繆，積·赫斯頓飾羅伊斯·金二世，凱特琳娜·桑迪諾·莫雷諾飾瑪麗亞，茱莉亞·鍾斯飾演莉雅·克利爾沃特，及布布·史超域飾演賽斯·克利爾沃特。試演不同角色的演員並沒有用於工作的劇本。此外，女演員姬詩·普勞特提到，「他們根據書中的場景製作了準確的抄本......他們沒有給出劇本。所以試聽方只是閱讀幾頁《暮光之城：月食》，並閱讀在散佈著描述之間的台詞。」

### 拍攝及後期製作
2009年8月17日，《蝕》的主要拍攝於溫哥華電影工作室開始。8月29日，姬絲汀·史超域、比利·伯克及其他演員，正在拍攝戴著畢業帽和畢業禮服的場景。9月2日，哈維爾·塞繆爾和姬絲汀·史超域及羅拔·柏迪臣一起在貝拉家的舞台上進行拍攝。導演大衛·史雷德說在9月13日利用帳篷拍攝了一個場景。他還說，他們在9月17日拍攝了雅各吻貝拉的戲。電影於2009年10月29日殺青，而後期製作則在11月下旬開始。史雷德在他的Twitter帳戶上發布了多個更新，聲稱編輯進展順利。他說：「故事和他們接近電影的方法要求採取更現實的方式。」2010年4月，有消息指電影需要進行重新拍攝。史雷德和史蒂芬妮·梅爾與三位主角一同出現在拍攝現場。
2010年1月，該電影劇本的初稿在互聯網上被洩露，該劇本大概屬於參與的演員傑克遜·拉斯波恩，因為他的名字在每一頁上都有水印標記。

### 音樂
電影的配樂由曾為《魔戒電影三部曲》及《娛樂大亨》的侯活·梭爾作曲.。電影的原聲專輯在2010年6月8日於北美發行，由大西洋唱片聯同與音樂總監亞歷山德拉·帕齊瓦斯的Chop Shop Records一起發行。主題曲是由英國樂隊Muse主唱的《Neutron Star Collision (Love Is Forever)》。
2010年5月11日，Myspace宣布，電影的完整配樂清單將在翌日早上8時開始每隔半小時揭曉，總共六個小時。整張專輯共有15首歌曲，專輯推出在《Billboard 200》上排名第二。

#### 曲目
| 曲目 | 歌曲                                                           | 演唱者                       | 場景 |
| ---- | -------------------------------------------------------------- | ---------------------------- | --- |
| 1    | Eclipse (All Yours) 月蝕                                       | Metric                       | 第一首片尾曲。 |
| 2    | Neutron Star Collision (Love Is Forever) 命運的碰撞 (愛是永恆) | MUSE                         | 庫倫家畢業派對上播的第二首歌。安琪拉說她很愛這首歌找潔西卡去跳舞。 |
| 3    | Ours 我們之間                                                  | The Bravery                  | 雅各進門時的背景音樂;庫倫家畢業派對上播的第一首歌。 |
| 4    | Heavy In Your Arms 致命的武器                                  | Florence + The Machine       | 第二首片尾曲。 |
| 5    | My Love 我的愛                                                 | Sia                          | 貝拉和愛德華獨留庫倫大宅，貝拉跟愛德華談條件，愛德華向貝拉求婚時的歌曲。 |
| 6    | Atlas 阿特拉斯                                                 | Fanfarlo                     | 愛德華因為要狩獵而載貝拉去找雅各保護。 |
| 7    | The Black Keys 朝令夕改                                        | Chop And Change              | 電影一開頭的開場曲。 |
| 8    | Rolling In On A Burning Tire 燃燒                              | The Dead Weather             | 萊利跟維多利亞在橋下談話熱吻。 |
| 9    | Let's Get Lost 迷路                                            | Beck and Bat For Lashes      | 查理告訴貝拉希望她可以恢復和雅各的聯絡，貝拉在晚上決定開卡車去拉布席找雅各。                                                                                                 |
| 10   | Jonathan Low 迷失的愛                                          | Vampire Weekend              | 雅各跑到福克斯高中找貝拉，警告愛德華一家人不准再跨過邊界。愛德華沒有告訴貝拉週末讓她去看芮妮是因為維多利亞決定在那個週末回來福克斯。貝拉很生氣被隱瞞於是搭乘雅各的機車翹課。 |
| 11   | With You In My Head 你在我腦海                                 | UNKLE                        | 有實戰經驗的賈斯伯訓練庫倫一家與狼人如何獵殺新生吸血鬼。 |
| 12   | A Million Miles An Hour 困惑                                   | Eastern Conference Champions | 愛德華知道雅各跑到福克斯高中警告他，他要求貝拉待在車上不要下車。 |
| 13   | Life On Earth 活出生命                                         | Band of Horses               | 愛德華跟貝拉在貝拉床上談論貝拉轉生後會怎麼樣。「妳永遠都會是我的貝拉，我的貝拉只是不再脆弱不堪了。」                                                                         |
| 14   | What Part of Forever 什麼是永遠                                | Cee Lo Green                 | 第三首片尾曲。 |
| 15   | Jacob's Theme 雅各                                             | Howard Shore                 | |

## 發行

### 市場
2009年11月5日，美國電影市場透露了《蝕》的第一張海報。2010年2月下旬，頂峰娛樂宣布第一支預告片將附加到該公司自己出品，同樣由羅拔·柏迪臣主演的電影《驚動了愛情》。2010年3月10日，電影在線發布了預告片的10秒鐘預覽，隨後第二天發布了完整的預告片。電影官方網站的發布跟預告片同步推出。2010年3月19日，《吸血新世紀2：新月傳奇》以DVD及藍光影碟發行；沃爾瑪的終極粉絲版本包括了一段7分鐘《蝕》的首先觀看。3月23日，電影發行了第二張海報。
《蝕》的終極預告片於《奧花·雲費秀》中首次亮相，為了宣傳新片，姬絲汀·史超域、羅拔·柏迪臣、泰勒·洛納及狄高達·芬寧於5月13日亮相該節目，觀眾還觀看了電影的一個版本。2010年6月6日，2010年MTV電影獎播放了這部電影的先睹為快版本；同月，電影還發布更多剪輯和電視節目。
為了配合2010年6月26日的月蝕，頂峰娛樂於美國的12個城市中放映《吸血新世紀系列》的首兩齣電影，該活動是從費城及聖地亞哥 (加利福尼亞州)作現場直播，其中包括演員亮相及《蝕》的特別預覽。
諾德斯特龍百貨公司與頂峰娛樂合作出售受電影啟發的時裝系列，跟上集電影一樣。該時裝系列由Awake公司創建，是基於艾希莉·葛林飾演的愛莉絲與姬絲汀·史超域飾演的貝拉而設計。《蝕》的系列於2010年6月4日推出。漢堡王與《新月》有類似的營銷風格，從2010年6月21日星期一便開始宣傳這部電影。他們的宣傳重點集中於電影方面的「愛德華隊」與「雅各隊」。

### 發布
《蝕》的門票在2010年5月14日（星期五）於各種在線電影票販上銷售。電影的正式紅毯首映禮於2010年6月24日在洛杉磯諾基亞劇院（Los Angeles Nokia Theatre）舉行。在2010年6月23日更改地點前，粉絲可以選擇從6月21日起在洛杉磯的諾基亞廣場排隊。英國的官方首映禮於2010年7月1日在倫敦的李斯特廣場舉行，然而姬絲汀·史超域、羅拔·柏迪臣及泰勒·洛納都沒有到場。

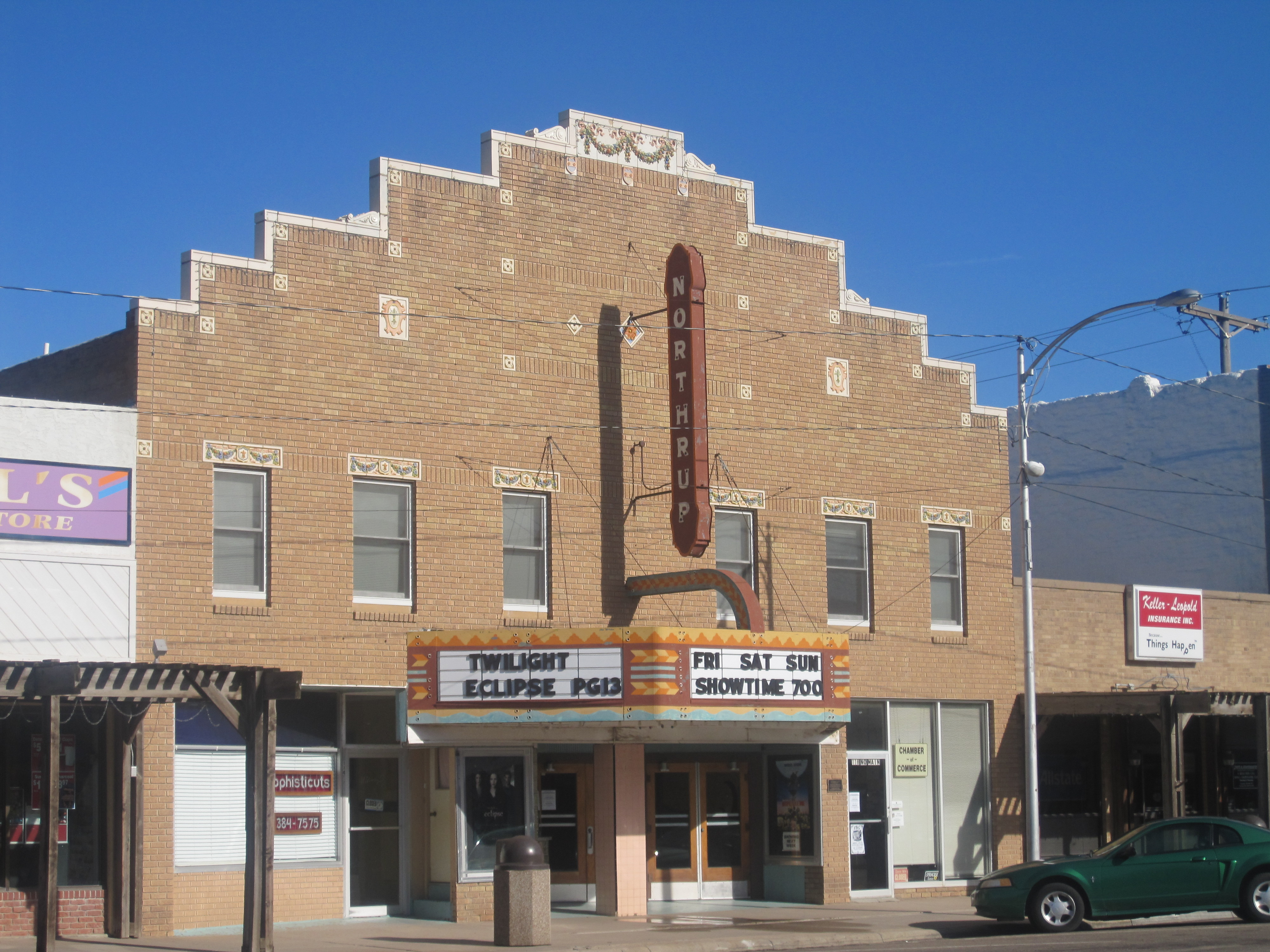
在2010年8月，《蝕》在美國堪薩斯州諾思拉普劇院的屏幕上顯示。

《蝕》在4,416個影院和193個IMAX屏幕上放映。據此，早期有預測指電影在發行六天之內，票房將有$1.5億美元至1.8億美元之間的收入，打破了《新月》所設下的危險局面。《蝕》佔Fandango網上門票銷量的82％，在2010年5月14日達到前五名。門票網站MovieTickets.com指《蝕》成為了該網站上預售門票數量最高的賣方，佔每日門票銷售量超過50%。截至2010年6月，這部電影是票房最高的賣家。這部電影的早期票務銷售也打破了「金級電影院」的記錄，有超過8,500名《吸血新世紀》粉絲預訂了票；在《Fairview》，德克薩斯州的銷售點在6月30日售罄了《蝕》的放映門票。
為了紀念該電影的女主角貝拉·史旺的生日，該電影於2010年9月13日重新上映。

### 家庭影院
2010年12月4日，電影於美國發行了DVD。該兩碟特別版DVD和藍光影碟包括了以下的特色內容，例如：8段已刪除及擴展的場景、Muse和Metric樂隊於電影原聲帶歌曲的音樂錄像，以及克莉絲汀·史都華、羅伯·派汀森、史蒂芬妮·梅爾和威克·戈弗雷的專訪評論。它於2010年12月1日在新西蘭和澳大利亞發行。此外還有一個兩碟珍藏版的「禮品套裝」，它內裡有獨特的包裝及6張可收藏的照片卡。在北美DVD的銷售中，這部電影目前的總票房共賺得$164,676,695美元，並已售出9,424,505張。

## 反應

### 票房
《蝕》創造了美國和加拿大票房史上最大的午夜開畫新記錄，它於超過4,000個影院中估計的票房總額為$3,010萬美元。該記錄之前是由《吸血新世紀2：新月傳奇》於3,514個影院所賺得的$2,630萬美元保持著。該紀錄一直保持著，直至2011年夏天被《哈利波特：死神的聖物Ⅱ》賺得的$4,350萬美元打破。《蝕》得到吸血新世紀系列中最高的午夜總票房成績，直至其續集《吸血新世紀4：破曉傳奇上集》於2011年11月賺得的$3,030萬美元高居榜首。這部電影在IMAX的午夜放映中的總票房也超越了《變形金剛：狂派再起》。《蝕》於192個影院獲得超過$100萬美元的收入，而《狂派再起》的收入為$959,000美元，直到五個月後被《哈利波特：死神的聖物Ⅰ》賺得的$140萬美元擊敗。這部電影在美國和加拿大首映當天的票房收入為$6,850萬美元，成為週三最大的單日開畫記錄，超越了《變形金剛：狂派再起》的$6,200萬美元，並成為當時歷來第三個最大單日開畫營業額。截至2011年，這部電影的首日票房總額僅次於《新月》的$7,270萬美元，及《吸血新世紀4：破曉傳奇上集》的$7,200萬美元，成為該系列中首日票房的第三位。此外，這部電影在發行首周內於各個地點的IMAX賺得$900萬美元。
在美國和加拿大上映六天後，這部電影於美國獨立日以$1.764億美元的總票房收入作結，當中包括開畫周末的$6,480萬美元。在開畫第二個周末，電影票房下跌了51％，比其上集成績更好，估計收入為$3170萬美元。
這部電影在海外上映以$1,620萬美元收益，擊敗了上集於俄羅斯創下的$390萬美元的紀錄（後來被《加勒比海盜：魔盜狂潮》的$500萬美元的收益所超越），在意大利的收入估計為$310萬美元，這是意大利歷來最佳的開畫日收益的第三位；在菲律賓的票房總額為$120萬美元，《蝕》突破了《蜘蛛俠3》成為菲律賓有史以來最好開畫當天紀錄；在比利時，它的票房收入估計為$110萬美元，是比利時有史以來票房最高的開畫日。《蝕》於三天之內以$1.213億美元的票房收入高居榜首，並在其開畫周末的票房收入為$7,130萬美元。
在第二個周末的海外收益，電影從63個市場的9,440個屏幕中獲得$7,060萬美元的票房，比其首個周末下跌了1％。這部電影在英國排名第一位，在523個地點（包括預覽）獲得了$2,070萬美元的收入，成為2010年市場上票房最高的電影（直至被《反斗奇兵3》超越），比較《新月》於2009年11月上映首周末的票房高出約$170萬美元。電影在法國也是排名第一，賺得$1,330萬美元，標誌著它成為2010年該國第三大的開畫票房（僅次於《哈利波特：死神的聖物Ⅰ》的$2,070萬美元，及《愛麗絲夢遊仙境》的$1,540萬美元收入）。這部電影以$490萬美元於韓國排名第一。
電影於2010年10月21日結束了在美國及加拿大的票房運作，總收入為$300,531,751美元，超越了其前作《新月》於幾個月前$296,623,634美元的票房，成為系列中票房最高的電影，以及美國及加拿大最高票房有史以來最高票房的浪漫奇幻、狼人、和吸血鬼電影。它是2010年票房達到3億美元的第4部電影，並列於在美國和加拿大的歷史排行榜上排名第46位。跟上集的海外票房相比，相對於《新月》的$413,203,156美元，《蝕》的票房總額為$393,047,815美元。因此在國際上，《蝕》仍然是該系列中票房第二高的電影，其票房為693,579,566美元，對比《新月》的$709,826,790美元收入。《蝕》在北美以外的最高收入市場分別為：英國、愛爾蘭及馬爾他（$45,709,785），德國（$33,087,955美元），法國及馬格里布地區（$32,987,421美元），意大利（$19,984,000美元），巴西（$30,499,010美元）和澳洲（$28,566,737美元）。

### 評價
電影獲得的評論好壞參半，但比較《新月》好。評論聚合網站「爛番茄」根據243個評論，得到的評分為48%，平均評分為5.45/10。該網站的關鍵共識寫道：「充滿著人物及過分依賴無啟發的對話，儘管浪漫與動作幻想的融合得到了改善，然而《蝕》並不會贏得許多新信徒。」另一評論聚合網站「Metacritic」，該電影根據38個評論獲得加權平均數為58/100的評分，表示著「混合或平均評價」。
《荷里活報道》發表對《蝕》的正面評價，稱電影「釘著它」。《綜藝雜誌》的彼得·德布魯格（Peter Debruge）報導系說該電影「終於感覺到這個收入最高的特許專營權應得的巨著」。《麥克拉奇報》的里克·本特利（Rick Bentley）表示這部電影是迄今為止《暮光之城系列》中最好的一部作品，暗示著：「應該擔心的人是比爾·坎登，導演接拍了壓軸大片《破曉》的兩個部分。若要製作像《蝕》一樣出色的電影，他面臨著真正的挑戰。」《紐約時報》的安東尼·奧利弗·史葛讚揚導演大衛·史雷德製作娛樂電影的能力，稱它很有趣和比上集更好，但他寫道演技並沒有太大的改善。《洛杉磯時報》的貝茜·夏基（Betsey Sharkey）在滿分5星中給予電影4.5分，她讚揚導演大衛·史雷德融合昔日作品的方法以製作一部有趣的電影。她說：「《蝕》使其前作黯然失色。」這部電影還被列入《Moviefone》的「2010年50部最佳電影名單」的第49位。
《奧蘭多前哨隊》的羅傑·摩亞（Roger Moore）在滿分4顆星中給這部電影2.5顆星，「當好像拜絲·黛麗·侯活或安娜·姬妲妮之類的演員出現並生動活潑地演出自己的場景時，沉悶的演技確實很突出。」在說到這部電影「太愛閒聊又太長時間」，他確實讚賞大衛·史雷德的執導，並指這部電影會讓粉絲滿意。《芝加哥論壇報》的米高·菲利普斯（Michael Phillips）在5顆星中給了這部電影2顆星，並指出大衛·史雷德的節奏是「所有東西都像糖漿一樣往上跑」，他還批評了角色、飾演角色的演員，手持裝置拍攝大特寫鏡頭，並把霍華德·肖爾（Howard Shore）的配樂稱為「黏糊糊的東西」。《波士頓環球報》的衛斯理·莫里斯（Wesley Morris）指：「如果前兩部電影是『找個房間』的話，那麼第三輯就是『找個治療師』。他說第二和第三輯電影『重覆著《吸血新世紀》的發現而沒有真正的深入去...電影是很有趣但從來都不是很好』。」
混合評論指，雖然《蝕》恢復了《新月》退出專營權的一些能量，並有足夠的質量表現讓它持續參與其中，而電影「對於討厭愛情故事的人來說，它的營銷可能會導致你會相信，這不太是腎上腺素充電的遊戲規則改變者。大多數的『行動』都是保持著長時間的，並不是特別在於中心三角之間發爍著我們應該不應該對話的火花。」《芝加哥太陽報》的羅傑·伊伯特（Roger Ebert）給這部電影比系列前兩齣電影更正面的評價，但他仍然覺得電影很穩定，三位主角之間的對話不智。他批評愛德華和雅各對貝拉的「凝視」貫穿了整齣電影，並指出電影中出現的山脈看起來就像在電視上畫風景的那個傢伙，他向您展示如何畫東西。他還預測總體上對這部電影的理解不足的觀眾會對此並不滿意，他指出：「我懷疑對該系列早期作品不是非常熟悉的所有人是否明白開始的場景。」他於滿分4顆星中給它2顆星。《聖彼得堡時報》的史蒂夫·佩索爾（Steve Persall）稱這部電影「驚駭地差勁」，並說：「《蝕》留下濺射的故事線處於閒置狀態，吸血鬼和狼族之間只有不安的休戰，這就是任何新事物。」並將此電影評為C級。《衛報》的專欄作家彼得·布拉德肖（Peter Bradshaw）把電影評為只有一顆星，嘲諷貝拉的持續禁慾，以及其他劇情元素。布拉德肖稱該系列是「未馴服鴨子的史詩」，他寫道：「貝拉·史旺開始使多麗絲·戴（Doris Day）看起來像個來自地獄的花痴」，並得出結論指「現在就是時候削木樁」。

## 獎項
| 年份 | 頒獎禮                         | 獎項                                                            | 結果 |
| ---- | ------------------------------ | --------------------------------------------------------------- | ---- |
| 2010 | 英國國家電影獎                 | 最受期待的夏季電影                                              | 獲獎 |
| 2010 | 英國學術電影獎                 | 暑期最期待之電影                                                | 獲獎 |
| 2010 | Teen材大獎                     | 夏季票選獎：電影                                                | 獲獎 |
| 2010 | Teen材大獎                     | 夏季票選獎：電影女演員 — 姬絲汀·史超域                          | 獲獎 |
| 2010 | Teen材大獎                     | 夏季票選獎：電影男演員 — 羅拔·柏迪臣                            | 獲獎 |
| 2010 | Teen材大獎                     | 夏季票選獎：電影男演員 — 泰勒·洛納                              | 提名 |
| 2010 | Teen材大獎                     | 音樂票選獎：情歌 — 《Neutron Star Collision (Love Is Forever)》 | 提名 |
| 2010 | 尖叫獎                         | 終極尖叫獎                                                      | 提名 |
| 2010 | 尖叫獎                         | 最佳奇幻電影                                                    | 獲獎 |
| 2010 | 尖叫獎                         | 最佳奇幻女演員：姬絲汀·史超域                                   | 獲獎 |
| 2010 | 尖叫獎                         | 最佳奇幻男演員：羅拔·柏迪臣                                     | 獲獎 |
| 2010 | 尖叫獎                         | 最佳奇幻男演員：泰勒·洛納                                       | 提名 |
| 2010 | 尖叫獎                         | 最佳突破表現—男演員：薩維爾·山繆                                | 提名 |
| 2010 | 2010年度尼克頻道澳洲兒童選擇獎 | 最愛電影                                                        | 獲獎 |
| 2010 | 2010年度尼克頻道澳洲兒童選擇獎 | 最愛電影明星：姬絲汀·史超域                                     | 提名 |
| 2010 | 2010年度尼克頻道澳洲兒童選擇獎 | 最愛電影明星：羅拔·柏迪臣                                       | 提名 |
| 2010 | 2010年度尼克頻道澳洲兒童選擇獎 | 最愛電影明星：薩維爾·山繆                                       | 提名 |
| 2010 | 2010年度尼克頻道澳洲兒童選擇獎 | 最熱門俊男美女：泰勒·洛納                                       | 提名 |
| 2010 | 2010年度尼克頻道澳洲兒童選擇獎 | 特別受喜愛的吻：姬絲汀·史超域 & 羅拔·柏迪臣                     | 提名 |
| 2010 | 2010年度尼克頻道澳洲兒童選擇獎 | 特別受喜愛的吻：姬絲汀·史超域 & 泰勒·洛納                       | 提名 |
| 2010 | 2010年度巴西兒童選擇獎         | 年度最佳戀人：姬絲汀·史超域 & 羅拔·柏迪臣                       | 獲獎 |
| 2010 | 全美音樂獎                     | 最喜歡的配樂                                                    | 提名 |
| 2010 | 衛星獎                         | 最佳原創歌曲：Eclipse (All Yours)                               | 提名 |
| 2010 | 衛星獎                         | 最佳原創歌曲：What Part of Forever                              | 提名 |
| 2011 | 人民選擇獎                     | 最喜歡的電影                                                    | 獲獎 |
| 2011 | 人民選擇獎                     | 最喜歡的戲劇電影                                                | 獲獎 |
| 2011 | 人民選擇獎                     | 最喜歡的電影女演員：姬絲汀·史超域                               | 獲獎 |
| 2011 | 人民選擇獎                     | 最喜歡的電影男演員：羅拔·柏迪臣                                 | 提名 |
| 2011 | 人民選擇獎                     | 最喜歡的電影男演員：泰勒·洛納                                   | 提名 |
| 2011 | 人民選擇獎                     | 最喜歡的熒幕組合：姬絲汀·史超域、羅拔·柏迪臣 與 泰勒·洛納       | 獲獎 |
| 2011 | 格萊美獎                       | 最佳電影、電視或其他視覺媒體的配樂專輯                          | 提名 |
| 2011 | 金草莓獎                       | 最爛電影                                                        | 提名 |
| 2011 | 金草莓獎                       | 最爛導演：大衛·史雷德                                           | 提名 |
| 2011 | 金草莓獎                       | 最爛男演員：泰勒·洛納                                           | 提名 |
| 2011 | 金草莓獎                       | 最爛男演員：羅拔·柏迪臣                                         | 提名 |
| 2011 | 金草莓獎                       | 最爛女演員：姬絲汀·史超域                                       | 提名 |
| 2011 | 金草莓獎                       | 最爛編劇：梅麗莎·羅森堡                                         | 提名 |
| 2011 | 金草莓獎                       | 最爛的前傳，翻拍，翻錄或續集                                    | 提名 |
| 2011 | 金草莓獎                       | 最爛銀幕團隊                                                    | 提名 |
| 2011 | 金草莓獎                       | 最爛男配角：傑克遜·拉斯波恩                                     | 獲獎 |
| 2011 | 兒童票選獎                     | 最愛電影女明星：姬絲汀·史超域                                   | 提名 |
| 2011 | MTV影視大獎                    | 最佳電影                                                        | 獲獎 |
| 2011 | MTV影視大獎                    | 最佳女演員：姬絲汀·史超域                                       | 獲獎 |
| 2011 | MTV影視大獎                    | 最佳男演員：羅拔·柏迪臣                                         | 獲獎 |
| 2011 | MTV影視大獎                    | 最佳男演員：泰勒·洛納                                           | 提名 |
| 2011 | MTV影視大獎                    | 最佳突破之星：薩維爾·山繆                                       | 提名 |
| 2011 | MTV影視大獎                    | 最佳打鬥：羅拔·柏迪臣、拜絲·黛麗·侯活 及 薩維爾·山繆            | 獲獎 |
| 2011 | MTV影視大獎                    | 最佳接吻：姬絲汀·史超域 & 羅拔·柏迪臣                           | 獲獎 |
| 2011 | MTV影視大獎                    | 最佳接吻：姬絲汀·史超域 & 泰勒·洛納                             | 提名 |
| 2011 | 第37屆土星獎                   | 最佳奇幻電影                                                    | 提名 |
| 2011 | Teen材大獎                     | Teen材大獎最佳科幻片                                            | 提名 |
| 2011 | Teen材大獎                     | Teen材大獎最佳電影女演員：科幻／幻想（姬絲汀·史超域）           | 提名 |
| 2011 | Teen材大獎                     | Teen材大獎最佳科幻片男演員：科幻／幻想（羅拔·柏迪臣）           | 提名 |
| 2011 | Teen材大獎                     | Teen材大獎最佳科幻片男演員：科幻／幻想（泰勒·洛納）             | 獲獎 |
| 2011 | Teen材大獎                     | Teen材大獎電影反派（拜絲·黛麗·侯活）                            | 提名 |
| 2011 | Teen材大獎                     | Teen材大獎電影男場景竊取者 （基倫·路斯）                        | 獲獎 |
| 2011 | Teen材大獎                     | Teen材大獎電影女場景竊取者（艾希莉·葛林）                       | 獲獎 |
| 2011 | Teen材大獎                     | Teen材大獎：接吻：姬絲汀·史超域 & 羅拔·柏迪臣                   | 提名 |
| 2011 | Teen材大獎                     | Teen材大獎：接吻：姬絲汀·史超域 & 泰勒·洛納                     | 提名 |
| 2011 | Teen材大獎                     | Teen材大獎電影突破之星：薩維爾·山繆                             | 提名 |
| 2011 | Teen材大獎                     | Teen材大獎吸血鬼：羅拔·柏迪臣                                   | 獲獎 |
| 2011 | Teen材大獎                     | Teen材大獎吸血鬼：妮琪·利德                                     | 提名 |
| 2011 | Teen材大獎                     | Teen材大獎帥哥：羅拔·柏迪臣                                     | 提名 |
| 2011 | Teen材大獎                     | Teen材大獎帥哥：泰勒·洛納                                       | 提名 |

## 續集
2008年11月，頂峰娛樂宣布，他們已獲得吸血新世紀系列的第四輯小說《暮光之城：破曉》的版權，並於2010年4月以綠屏分拆為兩齣電影。
《吸血新世紀4：破曉傳奇上集》於2011年11月18日上映，而下集則於2012年11月16日發行。兩齣電影皆由比爾·干頓執導，以及小說作者史蒂芬妮·梅爾共同製作。

### 書籍資料
- 暮光之城：蝕－

ISBN 978-957-10-4002-8（繁／正体）
ISBN 978-7-5448-0571-1（简体）

## 外部連結
- 互联网电影数据库（IMDb）上《暮光之城：蝕》的资料（英文）
- AllMovie上《暮光之城：蝕》的资料（英文）
- 爛番茄上《暮光之城：蝕》的資料（英文）
- Metacritic上《暮光之城：蝕》的資料（英文）
- Box Office Mojo上《暮光之城：蝕》的資料（英文）
- 開眼電影網上《暮光之城：蝕》的資料（繁體中文）
- 豆瓣电影上《暮光之城：蝕》的資料 （简体中文）
- 时光网上《暮光之城：蝕》的資料（简体中文）